# Iroh (музыкант)
Iroh (рус. А́йро; настоящее имя — Сергей Овсепович Кошаташян; род. 22 февраля 1994 года, Руза) — российский рэпер и автор песен. Выпустил шесть альбомов.
В 2015 году в составе Sabbat Cult принял участие на альбоме «August Underground» после чего в тот же год выпустил сольный — «Dominion». В 2017 выпустил два альбома: «Легион Лёд 9», «ПринципСуперПозиции» (совместно с GONE.Fludd), с одним треков из этого альбома «Зашей» пришла первая популярность. Вторая волна популярности пришла в 2019 году после альбома «Произносится Айро» с песней «Кремовый Пирог». в 2019 году выпустил альбом «Барная Миля». В 2020 EP «Моя преступность».

## Биография
Родился 22 февраля 1994 года в городе Руза Московской области.
В 2013 году совместно с GONE.Fludd и Superior.Cat.Proteus создают коллектив Sabbat Cult. 27 ноября 2017 года коллектив прекратил своё существование.
13 декабря 2018 года GONE.Fludd объявил о создании объединения Glam Go Gang!, в который, вместе с Cakeboy и Flipper Floyd, вошёл и Iroh.

## Творчество
31 января 2015 года объединение Sabbat Cult выпустило дебютный студийный альбом August Underground, в записи которого принял участие и Iroh.
11 июля 2017 года состоялся выход дебютного сольного студийного альбома «Легион лёд 9».
Первая популярность пришла в декабре того же года с выходом совместного с Gone.Fludd мини-альбома под названием «ПринципСуперПозиции» и с одним треком из этого альбома «Зашей».
Вторая волна популярности пришла в марте 2019 года после выхода второго студийного альбома «Произносится Айро» с песней «Кремовый пирог».
27 августа хип-хоп-объединение Glam Go Gang! в лице Iroh, Gone.Fludd, Cakeboy и Flipper Floyd представило свой дебютный мини-альбом, состоящий из 7 композиций и получивший название Weededed.
30 октября артист представил третий студийный альбом «Барная миля». Всего в пластинку вошло 12 сольных песен, общей длительностью более 30 минут.
5 июня 2020 года музыкант выпустил мини-альбом «Моя преступность», гостем в котором выступил Gone.Fludd.
10 июня Gone.Fludd и Iroh выступили на шоу «Вечерний Ургант», исполнив совместную песню «Вкус яда» с альбома Voodoo Child.
30 июля 2021 года Iroh выпустил свой четвёртый студийный альбом «Тафгай».
17 декабря состоялся выход совместного с Cakeboy мини-альбома «Акулы в бокале». EP включает в себя 5 композиций: три совместных и два сольных от обоих артистов. Релизу предшествовал сингл «Пинаколада», выпущенный неделей ранее.

## Дискография

### Студийные альбомы
| Названия            | При участии                               | Дата                 |
| ------------------- | ----------------------------------------- | -------------------- |
| «Легион Лёд 9»      | Cakeboy, GONE.Fludd, Flipper Floyd, LA LE | 11 июля 2017 года    |
| «Произносится Айро» | Flipper Floyd                             | 28 марта 2019 года   |
| «Барная Миля»       | Соло                                      | 10 октября 2019 года |
| «Тафгай»            | Llimumate, Flipper Floyd, КлоуКомы        | 30 июля 2021 года    |

### Мини-альбомы (EP)
| Названия              | Совместно с | Дата                  |
| --------------------- | ----------- | --------------------- |
| Dominion              | Соло        | 27 сентября 2015 года |
| «ПринципСуперПозиции» | GONE.Fludd  | 14 декабря 2017 года  |
| «Моя преступность»    | Соло        | 5 июня 2020 года      |
| «Акулы в бокале»      | Cakeboy     | 17 декабря 2021 года  |

### Синглы
| Названия              | Совместно     | Музыка                             | Дата                  | Альбом              |
| --------------------- | ------------- | ---------------------------------- | --------------------- | ------------------- |
| «Rave»                | Соло          | Cakeboy                            | 11 февраля 2015 года  | Внеальбомные синглы |
| «Honor»               | Соло          | Bragone                            | 22 января 2016 года   | Внеальбомные синглы |
| «Downtimex»           | Соло          | Cakeboy                            | 3 сентября 2016 года  | Внеальбомные синглы |
| «Фемто»               | Соло          | Cakeboy                            | 29 января 2017 года   | Внеальбомные синглы |
| «Альфа»               | Соло          | 50K                                | 3 февраля 2017 года   | Внеальбомные синглы |
| «2Q17»                | Соло          | Cakeboy                            | 2 апреля 2017 года    | Внеальбомные синглы |
| «Зашей»               | GONE.Fludd    | Young Flashin, RodThaSavage        | 25 сентября 2017 года | ПринципСуперПозиции |
| «1289»                | Соло          | M00nchild                          | 28 ноября 2017 года   | Внеальбомные синглы |
| «Ветви»               | Соло          | Malva Beats                        | 6 сентября 2018 года  | Произносится Айро   |
| «Solo Way»            | Соло          | Murdflex, Lagoon, WhitcherOfThorns | 25 октября 2018 года  | Внеальбомные синглы |
| «Кремовый пирог»      | Соло          | Lagoon                             | 18 февраля 2019 года  | Произносится Айро   |
| «Мулабар» (Remix)     | GONE.Fludd    | Swiftness2h                        | 14 февраля 2019 года  | Внеальбомные синглы |
| «Страх и ненависть»   | Соло          | Slidinmoon, Lagoon                 | 28 Февраля 2019 года  | Произносится Айро   |
| «Под стук колес»      | Соло          | Slidinmoon                         | 13 мая 2019 года      | Внеальбомные синглы |
| «Дурни»               | Соло          | Lagoon                             | 14 июня 2019 года     | Внеальбомные синглы |
| «Я как ты»            | Соло          | Lagoon                             | 5 июля 2019 года      | Барная Миля         |
| «Отстань»             | Соло          | Murdflex, Slidinmoon               | 26 июля 2019 года     | Внеальбомные синглы |
| «Абьюз»               | Соло          | Lagune                             | 26 сентября 2019 года | Барная Миля         |
| «Фантазия»            | Соло          | Lagune                             | 8 ноября 2019 года    | Моя преступность    |
| «Суббота»             | Соло          | Acid Timmy                         | 10 июля 2020 года     | Внеальбомные синглы |
| «Золото»              | Соло          | FirstFeel                          | 28 август 2020 года   | Внеальбомные синглы |
| «Ponyland»            | Flipper Floyd | Lagune                             | 16 октября 2020 года  | Внеальбомные синглы |
| «День рождения»       | Соло          | Lagune                             | 26 февраля 2021 года  | Внеальбомные синглы |
| «Не хочу»             | Ray-D         | Drunkloud                          | 29 апреля 2021 года   | Внеальбомные синглы |
| «Зверь»               | Соло          | Lyuft                              | 27 мая 2021 года      | Внеальбомные синглы |
| «Zion»                | Соло          | Tired Beats & Tempo                | 25 июня 2021 года     | Тафгай              |
| «За дверью»           | illumate      | HarviiHood & Lagune                | 16 июля 2021 года     | Тафгай              |
| «Пинаколада»          | Cakeboy       | Moaner beats x Murdflex            | 10 декабря 2021 года  | Акулы в бокале      |
| «Merry Chri$tmas»     | Alisha        | Миша Смирнов                       | 14 декабря 2021 года  | Внеальбомные синглы |
| «Не хватило»          | Соло          | Cakeboy                            | 13 мая 2022 года      | Внеальбомные синглы |
| «Стоп-слово»          | Соло          | Tired Beats                        | 8 июля 2022 года      | Внеальбомные синглы |
| «3x Jsmn»             | Cakeboy       | Cakeboy                            | 4 ноября 2022 года    | Внеальбомные синглы |
| «Сквиртана»           | GONE.Fludd    | Anthony palmer, Lagune, Proovy     | 3 марта 2023 года     | Внеальбомные синглы |
| «Redroom»             | Соло          | Cakeboy                            | 26 января 2024 года   | Внеальбомные синглы |
| «Bijou»               | Соло          | Alpa Pyramida & xakeboy            | 23 февраля 2024 года  | Внеальбомные синглы |
| «Глубокое погружение» | Соло          | Lagune & Cakeboy                   | 12 июля 2024 года     | Внеальбомные синглы |
| «Исекай»              | Соло          | GuruGang & Shen Music              | 29 ноября 2024        | Внеальбомные синглы |

### Гостевые появления (В виде второстепенного артиста)
| Название               | Автор                 | Музыка                                     | Дата                  | Альбом                                          |
| ---------------------- | --------------------- | ------------------------------------------ | --------------------- | ----------------------------------------------- |
| «Abraxas»              | Subbat Cult           | Superior.Cat.Proteus                       | 31 января 2015 года   | August Underground                              |
| «Зверь»                | Subbat Cult           | Cakeboy                                    | 31 января 2015 года   | August Underground                              |
| «Shibari»              | Subbat Cult           | Cashew                                     | 31 января 2015 года   | August Underground                              |
| «Время приключений»    | Subbat Cult           | Cakeboy                                    | 31 января 2015 года   | August Underground                              |
| «August Underground»   | Subbat Cult           | Superior.Cat.Proteus, Cakeboy              | 31 января 2015 года   | August Underground                              |
| «Грязь»                | Subbat Cult           | Superior.Cat.Proteus                       | 31 января 2015 года   | August Underground                              |
| «Голод»                | Subbat Cult           | Cakeboy                                    | 31 января 2015 года   | August Underground                              |
| «Что теперь»           | Subbat Cult           | Superior.Cat.Proteus                       | 31 января 2015 года   | August Underground                              |
| «Это как?»             | Subbat Cult           | Alpa Pyramida                              | 31 января 2015 года   | August Underground                              |
| «Гандикап»             | Superior.Cat.Proteus  | Superior.Cat.Proteus, Southgarden, Cakeboy | 26 апреля 2015 года   | «Горе проигравшим: Предисловие к превосходству» |
| «Герострат»            | GONE.Fludd            | M00nchild                                  | 6 декабря 2015 года   | «Формы и пустота»                               |
| «На луне нечем дышать» | GONE.Fludd, M00nchild | M00nchild                                  | 14 августа 2017 года  | «Прилунение»                                    |
| «Bladerunner 18»       | Booker                | Cakeboy                                    | 4 марта 2018 года     | «Шабаш»                                         |
| «Кино»                 | Kid Sole              | Khvn                                       | 14 марта 2019 года    | «Все ненавидят Кидди 2»                         |
| «Горячо»               | Glam Go Gang!         | Cakeboy, МС Сенечка                        | 22 августа 2019 года  | Wededed                                         |
| «Идеальная причёска»   | Glam Go Gang!         | Cakeboy                                    | 22 августа 2019 года  | Wededed                                         |
| «Интеллект»            | Glam Go Gang!         | InfinityRize                               | 22 августа 2019 года  | Wededed                                         |
| «Yolo-land»            | Glam Go Gang!         | Icywannaride!                              | 22 августа 2019 года  | Wededed                                         |
| «Новый хит»            | Glam Go Gang!         | Technology beats, Neyba Chap               | 22 августа 2019 года  | Wededed                                         |
| «Заберу тебя»          | Guerlain              | SizzleSide                                 | 22 августа 2019 года  | Inside Me 2                                     |
| «Бастарделла»          | Illumate              | Giantkey, Найкер                           | 4 октября 2019 года   | Sync                                            |
| «Пьяный мастер»        | Glam Go Gang!         | FirstFeel                                  | 31 января 2020 года   | Внеальбомный сингл                              |
| «Stars»                | Lale                  | timmyocean                                 | 8 мая 2020 года       | «Северная принцесса»                            |
| «Вкус яда»             | GONE.Fludd            | Toreno                                     | 29 мая 2020 года      | Voodoo Child                                    |
| «Подъём»               | Glam Go Gang!         | Cakeboy                                    | 24 июля 2020 года     | Внеальбомный сингл                              |
| «Шампанское»           | Eskin                 | T$B                                        | 6 ноября 2020 года    | «Небо и земля»                                  |
| «Фридом»               | Santee                | Lyuft                                      | 27 августа 2021 года  | Good Bad Santee                                 |
| «Собачий рай»          | Proovy                | Proovy                                     | 13 марта 2024 года    | Astrophobia                                     |
| «Удлинённый магазин»   | GONE.Fludd            | Agbeatsbitch & Cakeboy                     | 20 сентября 2024 года | Fluddality                                      |
| «Хороша сейчас»        | GONE.Fludd            | Lagune                                     | 20 сентября 2024 года | Fluddality                                      |
| «Вкус Яда (Acoustic)»  | GONE.Fludd            | Yoshi Motomi                               | 21 марта 2025 года    | «VK Акустика»                                   |

## Видеография

### Клипы

#### Собственные работы
- 2018 — «Зашей» (совместно с Gone.Fludd)
- 2018 — «Ветви»
- 2019 — «Кремовый пирог»
- 2020 — «Фантазия»
- 2020 — «Вкус яда» (совместно с Gone.Fludd)

#### Участие
- 2019 — Flipper Floyd — «Child Swim»
- 2019 — Gone.Fludd — «Сахарный человек»
- 2021 — Gone.Fludd — «Слеза бандита»

### Live-исполнения
2020 — «Шампанское» (Совместно с Eskin)

## Рейтинги
| Год  | Издание     | Рейтинг                | Работа              | Место | Прим.  |
| ---- | ----------- | ---------------------- | ------------------- | ----- | ------ |
| 2019 | Афиша.Daily | 100 лучших треков-2019 | «Произносится Айро» | 14    | [ 25 ] |